# Harold Reitsema

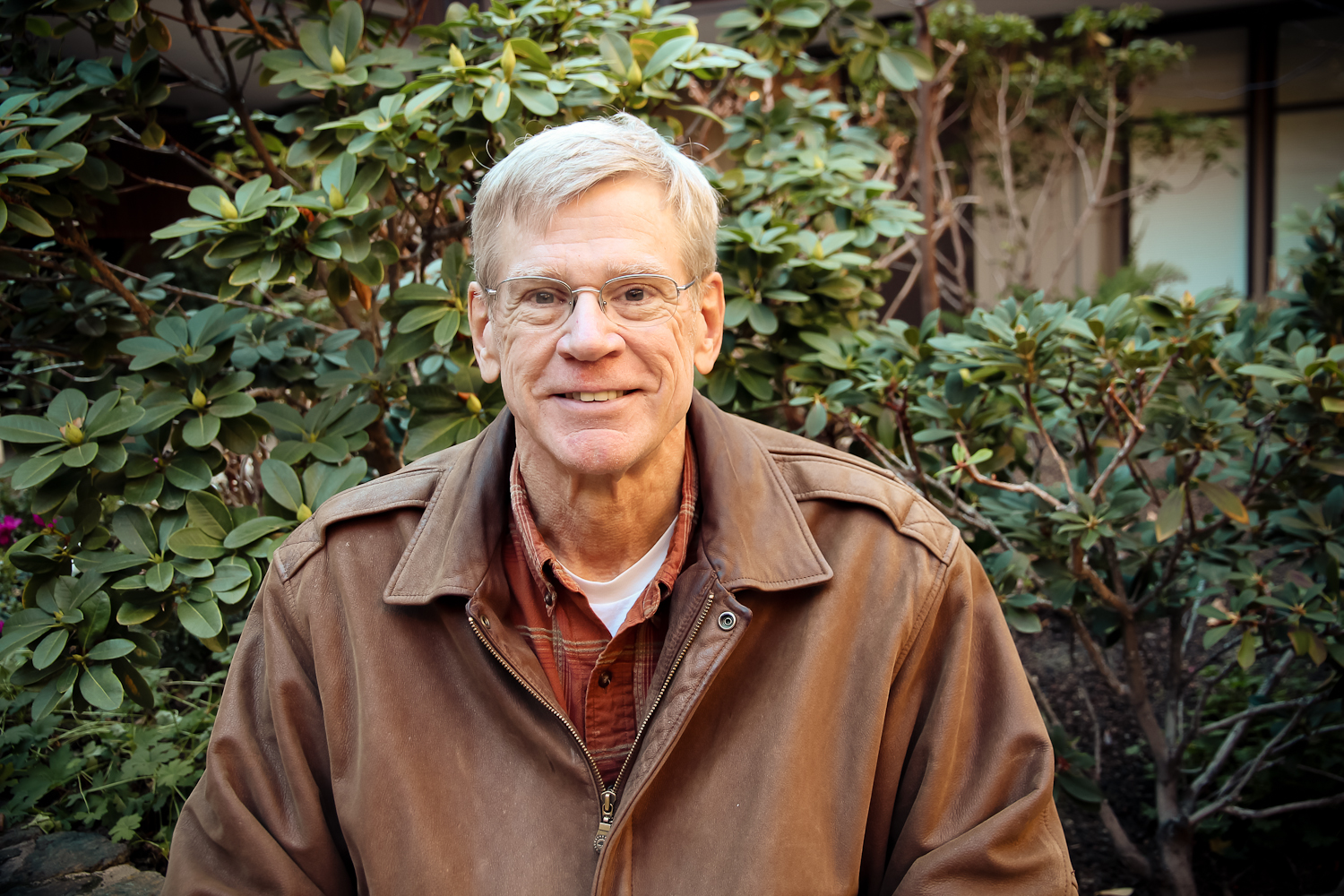
Harold Reitsema, 2013

Harold James Reitsema (* 19. Januar 1948 in Kalamazoo, Michigan) ist ein US-amerikanischer Astronom, der sich besonders mit der Entwicklung von Raumsonden und optischen Instrumenten beschäftigt.

## Leben
Seinen Ph.D. in Astronomie erwarb er an der New Mexico State University, an der er von 1972 bis 1977 studierte und forschte.
Im Jahr 1980 entdeckte er gemeinsam mit Bradford A. Smith, Stephen M. Larson und John W. Fountain den Saturn-Mond Telesto. Ein Jahr später wies er bei der Auswertung einer Sternbedeckung durch den Planeten Neptun gemeinsam mit William B. Hubbard, Larry A. Lebofsky und David James Tholen ein bis dahin nicht bekanntes Objekt in der Umlaufbahn des Neptuns nach. Bilder der Raumsonde Voyager 2 bestätigten 1989 die Existenz des fünftinnersten Neptun-Monds Larissa auf dieser Umlaufbahn.
Auch die Fehlfarben-Kamera der ESA-Sonde Giotto, die 1985 zum Kometen Halley gestartet wurde, hat er mitentwickelt. Als Mitglied diverser Forschungsteams und Prüfgremien betreute er verschiedene NASA-Raumfahrtmissionen. Er arbeitete am Spitzer-Weltraumteleskop und dem Submillimeter Wave Astronomy Satellite mit. An der New-Horizons-Mission zum Pluto und am Kepler-Weltraumteleskop, das nach erdähnlichen Planeten außerhalb des Sonnensystems suchte, war er ebenfalls beteiligt.
Bis ins Jahr 2008 war Reitsema Mitarbeiter bei Ball Aerospace & Technologies in Boulder, Colorado, zuletzt als Direktor für Science Mission Development (Entwicklung wissenschaftlicher Missionen) und ist heute Mission Director der B612 Foundation. Seit 2008 ist er weiterhin beratend tätig.
Er ist Mitglied der American Astronomical Society, der American Association for the Advancement of Science und der International Astronomical Union.
In Anerkennung seiner Beiträge zur Planetenforschung trägt ein Hauptgürtelasteroid den Namen (13327) Reitsema.